# Groote Lodijkpolder
De Groote Lodijkpolder is een polder ten zuiden van Zuidzande (Zeeland), behorende tot de Polders van Cadzand, Zuidzande en Nieuwvliet.
De polder werd in 1556 als Lodijkpolder ingedijkt, die 115 ha groot was. Dit geschiedde door Nic. van Remerswale, heer van Loodijk. Vermoedelijk werd 11 ha van het zuidelijke deel later overstroomd en deze werd herdijkt als Kleine Lodijkpolder, zodat de overblijvende Groote Lodijkpolder 104 ha groot werd. De polder is een bedijking van schorren in het Coxysche Gat.
De Groote Lodijkpolder wordt begrensd door de Loodijk, de Austerlitzdijk, de Oude Zeedijk en de Oostburgsestraat. Het noordelijk deel grenst aan de bebouwing van Zuidzande, terwijl ook de buurtschap Oostburgsche Brug aan de rand van de polder ligt.